# Santuario de Nuestra Señora de Montallegro
El santuario basílica de Nuestra Señora di Montallegro es un lugar de culto católico de Rapallo, situado en la fracción de Montallegro sobre una colina de alrededor 612 m s.l.m.
Considerado entre los principales santuarios marianos del territorio metropolitano genovés y de la Liguria, fue edificado por la población rapalense entre 1557 y 1558, junto al refugio anexo para peregrinos, después de la aparición de la Virgen María el 2 de julio de 1557 al campesino Giovanni Chichizola. La actual fachada en mármol se hace relucir en la reconstrucción realizada por el arquitecto milano Luigi Rovelli en el curso de 1896, e inaugurada con solemne cerimonia el 21 junio del año.
La Madonna di Montallegro es la patrona de la Ciudad de Rapallo del 1739, año en el cual fue elegida como santa protectora de la comunidad rapallense, de su capitanía y de las parroquias de Santa Margarita Ligure. Tal reconocimiento es producido sobre el escudo de armas que lleva, desde el 28 de noviembre de 1948, una letra "M" puesta en centro de los dos grifos que soportan la corona real.
Junto a la Madonna dell'Orto —que se le apareció a Chiavari el 2 de julio de 1610— es compatrona de la diócesis de Chiavari, esta última erigida con la bula papal de León XIII el 3 de diciembre de 1892. El himno religioso de Nuestra Señora de Montallegro, titulado Splende en alto, ha sido compuesto y musicado por el maestro y sacerdote Juan el Bautista Campodonico.

## Historia

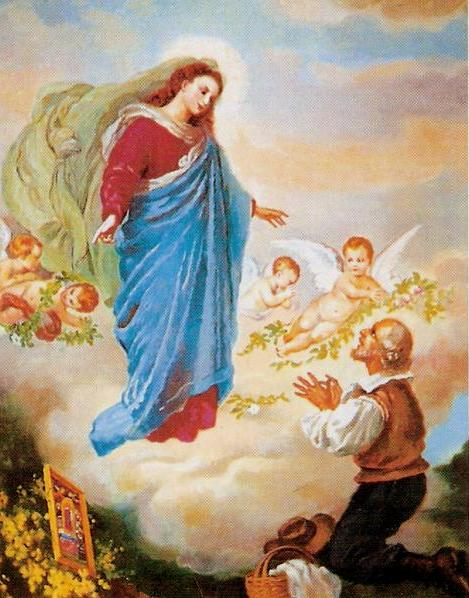
Representación de la aparición mariana de Montallegro

### La aparición mariana
Según la tradición local la Virgen apareció en la primera tarde de viernes 2 de julio de 1557 al campesino Giovanni Chichizola, originario de San Giacomo de Canevale, fracción del común fontanino de Coreglia Ligure, de vuelta del mercado ortofrutticolo de Génova. Llegado en el entroterra rapallese, en las propiedades boschive de la familia de facción ghibellina De la Torre, a la altura del monte Letho (conocido de los locales como "monte de muerte" o "de la muerte" a causa de las numerosas scorribande de los briganti), el hombre —affaticato del largo viaje a pies y stremato del caliente— se adormenció en los pressi de un sperone de roca.
De repente, fue suscitado por un resplandor: al campesino se le apareció una «dama vestida de azul y blanco y con un aspecto gracioso y gentil», como más tarde lo reportó testualmente a los primeros pobladores y a las autoridades civiles y religiosas vistos en el monte. La mujer solo pronunció pocas palabras, que para la comunidad cristiana aún parecían estar vivas:

Va' e di' ai Rapallesi che io voglio essere onorata qui
"ve y dile a Rapallasi que yo quiero ser honorada aquí"

 Para dar prueba de la «aparición milagrosa», la Virgen María le dejó al campesino un pequeño cuadro de arte bizantina representado la Dormitio Marie (el Tránsito de Maria Santissima), para que se lo diera a la comunidad rapallese. Luego de la repentina desaparición de la "Señora Bonita", sobre la misma roca en la que ocurrió la aparición comenzó a chorrear agua fresca y pura.
Ya recuperado del excepcional acontecimiento religioso, el campesino de Canevale, se va por el sendero contrario hacia la localidad de Rapallo para anunciar a los habitantes el mensaje que le fue confiado por la Virgen María, y por con consiguiente hablarles sobre lo acontecido. Llegó en la cittadella buscando de atraer la atención de los rapallesi, pero tales, provati de los enfrentamientos entre las facciones guelfe y ghibelline, inicialmente no consideraron las noticias y las palabras del campesino que figuró a los suyos ojos como un "visionario" o un "esaltato". El Chichizola, sconsolato y provato de la situación de sfiducia, pidió entonces de poder proferire con el local vicario, la única autoridad religiosa que habría podido creerles.